# Zesdaagse van München
De Zesdaagse van München is een zesdaagse die jaarlijkse wordt gereden in de Duitse stad München. De zesdaagse van München wordt gehouden in de Olympiahalle, een houten indoorbaan met een lengte van 200 meter.
De wielerwedstrijd werd voor het eerst georganiseerd in 1933. De eerste zesdaagse werd in dat jaar gewonnen door het Duitse koppel Oskar Tietz en Franz Lehmann. Na dit eerste jaar duurde het tot 1949 aleer de volgende editie werd gehouden. Vanaf 1949 was er nog een onderbreking van 1955 tot 1971. In 1950 werd de zesdaagse tweemaal gehouden.
Het record van meeste overwinningen in de zesdaagse van München wordt gehouden door de Zwitserse renner Bruno Risi met 9 overwinningen. 

## Lijst van winnende koppels
| jaar   | koppel                                          |
| ------ | ----------------------------------------------- |
| 2009   | Bruno Risi (Zwi) – Franco Marvulli (Zwi)        |
| 2008   | Robert Bartko (Dui) – Iljo Keisse (Bel)         |
| 2007   | Bruno Risi (Zwi) – Franco Marvulli (Zwi)        |
| 2006   | Bruno Risi (Zwi) – Erik Zabel (Dui)             |
| 2005   | Robert Bartko (Dui) – Erik Zabel (Dui)          |
| 2004   | Matthew Gilmore (Bel) – Scott McGrory (Aus)     |
| 2003   | Bruno Risi (Zwi) – Kurt Betschart (Zwi)         |
| 2002   | Matthew Gilmore (Bel) – Scott Mc Grory (Aus)    |
| 2001   | Silvio Martinello (Zwi) – Erik Zabel (Dui)      |
| 2000   | Bruno Risi (Zwi) – Kurt Betschart (Zwi)         |
| 1999   | Silvio Martinello (Zwi) – Andreas Kappes (Dui)  |
| 1998   | Bruno Risi (Zwi) – Kurt Betschart (Zwi)         |
| 1997   | Bruno Risi (Zwi) – Kurt Betschart (Zwi)         |
| 1996   | Adriano Baffi (Ita) – Giovanni Lombardi (Ita)   |
| 1995   | Etienne De Wilde (Bel) – Erik Zabel (Dui)       |
| 1994   | Bruno Risi (Zwi) – Kurt Betschart (Zwi)         |
| 1993   | Bruno Risi (Zwi) – Kurt Betschart (Zwi)         |
| 1992   | Olaf Ludwig (Dui) – Urs Freuler (Zwi)           |
| 1991   | Danny Clark (Aus) – Etienne De Wilde (Bel)      |
| 1990   | Danny Clark (Aus) – Anthony Doyle (Gbr)         |
| 1989   | Andreas Kappes (Dui) – Etienne De Wilde (Bel)   |
| 1988   | Danny Clark (Aus) – Anthony Doyle (Gbr)         |
| 1987   | Dietrich Thurau (Dui) – Urs Freuler (Zwi)       |
| 1986   | Dietrich Thurau (Dui) – Danny Clark (Aus)       |
| 1985   | René Pijnen (Ned) – Urs Freuler (Zwi)           |
| 1984   | Hans-Henrik Ørsted (Den) – Gert Frank (Den)     |
| 1983   | René Pijnen (Ned) – Urs Freuler (Zwi)           |
| 1982   | René Pijnen (Ned) – Patrick Sercu (Bel)         |
| 1981   | Danny Clark (Aus) – Don Allen (Aus)             |
| 1980   | Danny Clark (Aus) – Don Allen (Aus)             |
| 1979   | Patrick Sercu (Bel) – Dietrich Thurau (Dui)     |
| 1978   | Patrick Sercu (Bel) – Gregor Braun (Dui)        |
| 1977   | Patrick Sercu (Bel) – Eddy Merckx (Bel)         |
| 1976   | Wilfried Peffgen (Dui) – Albert Fritz (Dui)     |
| 1975   | René Pijnen (Ned) – Günther Haritz (Dui)        |
| 1974   | Graeme Gilmore (Aus) – Sigi Renz (Dui)          |
| 1973   | René Pijnen (Ned) – Leo Duyndam (Ned)           |
| 1972   | Wolfgang Schulze (Dui) – Sigi Renz (Dui)        |
| 1954   | Hans Preiskeit (Dui) – Ludwig Hörmann (Dui)     |
| 1953   | Jean Roth (Zwi) – Walter Bucher (Dui)           |
| 1952   | Alfred Strom (Dui) – Ludwig Hörmann (Dui)       |
| 1951   | Emile Carrara (Fra) – Guy Lapebie (Fra)         |
| 1950-2 | Camile Dekuysscher (Bel) – Maurice Depauw (Bel) |
| 1950-1 | Robert Naeye (Bel) – René Adriaenssens (Bel)    |
| 1949   | Robert Naeye (Bel) – René Adriaenssens (Bel)    |
| 1933   | Oskar Tietz (Dui) – Franz Lehmann (Dui)         |